# Unione Nazionale (Israele)
L'Unione Nazionale (in ebraico: האיחוד הלאומי, HaIjud HaLehumí) è stata una coalizione elettorale israeliana ultranazionalista, costituita da un'alleanza elettorale tra i partiti politici: Moledet, Tkuma e il Partito Nazionale Religioso. Nelle elezioni legislative israeliane del 2006, questo partito si è candidato alle elezioni congiunte con il Partito Nazionale Religioso e ha ottenuto nove seggi nella Knesset.

## Storia
L'Unione Nazionale è stata fondata nel 1999 per partecipare alle elezioni legislative di Israele nello stesso anno come unione tra i partiti Moledet, Tkuma ed Herut - Il Movimento Nazionale, ottenendo quattro seggi nella Knesset. Nelle elezioni del 2001 la popolarità di questo partito aumentò con l'ingresso nella coalizione di Israel Beytenu (il partito degli immigrati russi).
Dopo la vittoria di Ariel Sharon (candidato del Likud) alle elezioni per la carica di primo ministro del 2001, il gruppo di Ijud Lehumí fu incluso nel governo israeliano dell'Unione Nazionale e a Rehavam Zeevi (leader del Moledet e candidato di Ijud Lehumí) fu assegnata la funzione di Ministro del turismo, mentre ad Avigdor Lieberman (candidato per Israel Beytenu) gli fu assegnata la funzione di Ministro delle infrastrutture. Quando Zeevi fu assassinato dai terroristi palestinesi a metà del 2001, Binyamin Elon (Moledet) assunse la carica di Ministro del turismo e Avigdor Lieberman divenne il leader dell'Unione Nazionale.
Poco prima delle elezioni del 2003, Herut decise di lasciare la coalizione e presentarsi come partito politico indipendente. Dopo che l'Unione Nazionale vinse sette seggi nella Knesset durante le elezioni, il partito fu nuovamente incluso nella coalizione di Ariel Sharon insieme al Likud, Shinui, il Partito Nazionale Religioso e Israel Ba-Aliya. A Elon e Lieberman furono assegnati rispettivamente gli incarichi di Ministro del turismo e Ministro dei trasporti.
A causa della forte opposizione al piano di ritiro unilaterale israeliano del 2005 dalla Striscia di Gaza, Elon e Lieberman hanno rassegnato le dimissioni e l'Unione Nazionale ha lasciato la coalizione di governo. Tuttavia, l'Ijud Lehumí si rafforzò quando il Partito Nazionale Sionista Religioso (che era una divisione dal Partito Nazionale Religioso) si unì alla coalizione di Elon. Dopo il ritiro da Gaza, l'Unione Nazionale ha adottato ufficialmente il colore arancione per il partito, per dimostrare la sua opposizione al piano di ritiro e a qualsiasi passaggio di territori da parte dello Stato ebraico, dimostrando così ciò quello che i simpatizzanti del partito hanno definito il vero spirito giudeo-sionista e la pura ideologia del sionismo della Torah.
Nel 2005 Israel Beytenu ha lasciato l'alleanza per partecipare da solo alle elezioni legislative del 2006. Anche un altro membro importante del partito, Michael Nudelman, lasciò il gruppo e si unì a Kadima. Successivamente, il Partito Nazionale Religioso ha deciso di aderire all'Unione Nazionale e presentarsi alle elezioni attraverso la lista Unione Nazionale-Partito Nazionale Religioso, per adottare più politiche sociali e ottenere il sostegno del rabbino del movimento sionista della Torah, Abraham Shapira. Sotto lo slogan cresce la nuova destra (in ebraico: ימין חדש עולה, Yamin Hadash Oleh), la coalizione Unione Nazionale-Partito Nazionale Religioso ottenne nove deputati nella Knesset, di cui sei appartenevano all'Unione Nazionale.

## Piattaforma politica
La piattaforma politica del partito è un insieme di idee simili. Le principali proposte del gruppo consistono in un sostegno inequivocabile agli insediamenti israeliani nella Terra di Israele (tra cui Giudea e Samaria), il rifiuto di accettare la creazione di uno stato arabo palestinese sulla riva occidentale del fiume Giordano, l'espulsione degli arabi della Cisgiordania e di Israele (trasferimento), l'annessione israeliana dei territori di Giudea, Samaria e Gaza, una forte economia centralizzata, una dura politica contro il terrorismo palestinese e un maggiore uso della forza militare nella lotta contro i nemici di Israele. Il partito rifiuta gli obbiettivi degli accordi di Oslo del 1993 ritenendole dannose per Israele e si oppone alla consegna dei territori sotto il dominio israeliano. Tuttavia, l'Unione Nazionale, essendo un'alleanza di tre diversi partiti politici, presenta particolari ideologie e priorità per ciascun movimento:
- Moledet si concentra sulla nozione di trasferimento (trasferimento o espulsione della popolazione) degli arabi dal paese e di un maggiore uso della forza da parte di Israele in materia di sicurezza. Il gruppo spera che l'espulsione delle popolazioni arabe possa essere effettuata senza la necessità di ricorrere alla forza o alla coercizione (come sostengono altri settori più estremisti), ma, al contrario, sottolinea che deve essere un trasferimento volontario degli stesse Arabi, incoraggiati da benefici economici o pressioni politiche. Questo gruppo è caratterizzato dal fatto di essere composto sia da politici ortodossi che da laici, ma ugualmente solidale con il Partito Nazionale Religioso.
- Tkuma rappresenta l'ortodossia religiosa all'interno del movimento. Questo gruppo sottolinea aspetti legati alla Torah (Bibbia) e alla religione ebraica.
- Il Partito Nazionale Sionista Religioso rappresenta la fazione nazionalista ultraortodossa dei partiti religiosi in Israele. Questo gruppo pone l'accento sulla sua politica per la costruzione e la difesa di nuovi insediamenti israeliani in Cisgiordania e altrove, l'istituzione del sionismo religioso e la lotta contro il terrorismo e la corruzione interna.